# Labirinto di Robert Morris

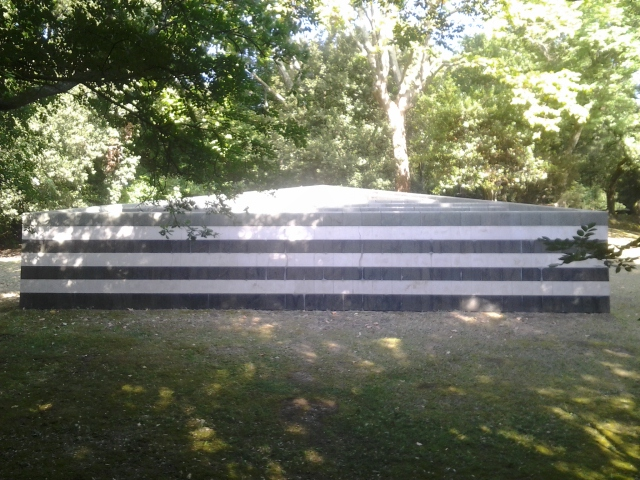
Robert Morris, Labirinto. Parco di Villa Celle, Pistoia, collezione Gori.

Labirinto è un'installazione contemporanea di Robert Morris custodita nel parco della villa Celle (collezione Gori) in provincia di Pistoia.
Realizzata nel 1982, costruita in marmo bianco, serpentino e cemento, ha le dimensioni di un triangolo equilatero lungo di lato 15 metri e alto 2,1 metri.
L'esterno è caratterizzato da un lungo muro a righe bianche e verdi, chiaro riferimento all'architettura delle chiese romaniche toscane. L'entrata è obliqua e non ortogonale rispetto al piano di terra e un unico corridoio si snoda tra angoli fortemente acuti portando prima in discesa e poi in salita (infatti il labirinto e situato su un pendio) in un continuo che infine ci porta al centro della struttura, dando solo la possibilità di tornare indietro.
Il tema di quest'installazione è il viaggio, si può intendere sia in senso fisico, andare a conoscere il mondo, sia in senso psicologico, partire alla ricerca di se stessi. In entrambi i casi durante la ricerca si affrontano momenti critici (spigoli aguzzi), in alcuni momenti il viaggiò è facile come “andando in discesa”, mentre in altri si fa più fatica a continuare, suggerendo una lettura metafisica della condizione dell'esistenza umana. L'artista ha voluto eliminare dal percorso le possibili varianti che si possono avere in un labirinto, probabilmente perché al di là delle scelte che facciamo, il percorso vitale alla fine è unico.